# Де Влигер, Кор
Корне́лис Э́гберт (Кор) де Вли́гер (нидерл. Cornelis Egbert "Cor" de Vlieger; 19 ноября 1903, Амстердам — 25 марта 1960, Амстердам) — нидерландский футболист, игравший на позиции защитника, впоследствии футбольный тренер. Выступал за футбольный клуб «Аякс» (1926—1927).

## Карьера
Летом 1926 года де Влигер хорошо себя проявил в товарищеских матчах за «Аякс», а в сентябре получил вызов в сборную Нидерландов, которая готовилась к матчу с Германией. Все приглашенные футболисты были разбиты на четыре команды — Красные, Белые, Синие, Зелёные. Кор сыграл за команду Синих, но в конечный состав сборной так и не попал.
В чемпионате Нидерландов за «Аякс» Кор впервые сыграл 26 сентября, в победном матче 1-го тура с РКХ (0:3), составив вместе с Долфом ван Колом центральную пару защитников. После домашнего поражения от роттердамской «Спарты», в игре 11-го тура, Кор больше не появлялся в составе «Аякса». Всего он сыграл 11 матчей за амстардамцев.
В 1932 году де Влигер был назначен тренером клуба ЛВВ «Спарта», который ныне известен как «Лердам Спорт».

## Личная жизнь
Де Влигер был женат на Еве Барбаре ван Дартелен, уроженке Схотена. В этом браке у них родились двое детей: сын Кес (1931) и дочь Ева (1935).
Кор работал офисным клерком и имел небольшую лавку по продаже сигар. В марте 1960 года он умер в возрасте 56 лет.

## Достижения
- Победитель Первого класса (Запад I): 1926/27